# تاریخچه باشگاه لیورپول (۱۹۸۵–تاکنون)

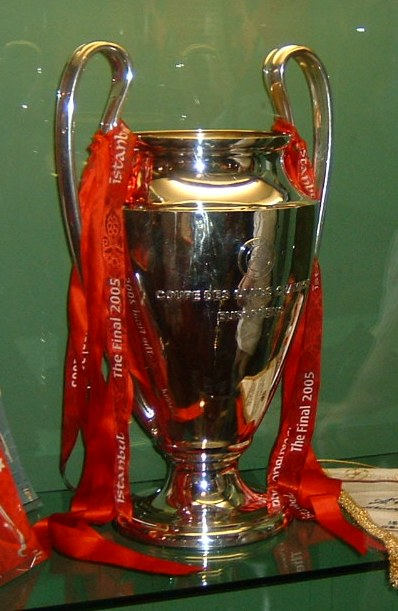
جام قهرمانان باشگاه‌های اروپا که لیورپول برای پنجمین بار آن را در سال ۲۰۰۵ به دست آورد.

تاریخچه باشگاه فوتبال لیورپول از سال ۱۹۸۵ تا به امروز شامل انتصاب کنی دالگلیش به عنوان سرمربی، فاجعه هیلزبورو و بازگشت باشگاه به مسابقات اروپایی در سال ۱۹۹۱ می‌شود. در تمام بازه زمانی این دوره، باشگاه در سطح اول فوتبال انگلیس بازی می‌کرد که در سال ۱۹۹۲ به لیگ برتر تغییر نام داد.
دالگلیش پس از استعفای جو فاگان در پی فاجعه استادیوم هیسل که در سال ۱۹۸۵ منجر به محرومیت نامحدود لیورپول از رقابت‌های اروپایی شد، به عنوان بازیکن-مربی منصوب شد. لیورپول در اولین فصل دالگلیش، یک قهرمانی در لیگ و جام حذفی کسب کرد و در فصل ۱۹۸۷–۸۸ یک عنوان دیگر در لیگ کسب کرد. فاجعه هیلزبورو، که در نیمه نهایی جام حذفی مقابل ناتینگهام فارست در ورزشگاه هیلزبورو در آوریل ۱۹۸۹ رخ داد، منجر به کشته شدن ۹۶ نفر از هواداران باشگاه شد. پس از فاجعه، دالگلیش باشگاه را به قهرمانی شماره هجده خود در فصل ۱۹۸۹–۹۰ رساند. او در فوریه ۱۹۹۱ استعفا داد. جانشین دالگلیش، گرام سونس، جام حذفی را در اولین فصل کامل خود برد. در لیگ برتر تازه تأسیس، او برای حفظ موفقیت‌های داخلی باشگاه تلاش کرد و در اواسط فصل ۱۹۹۳–۹۴، روی ایوانز جایگزین او شد. لیورپول در فصل بعد به رتبه چهارم رسید و جام اتحادیه را به دست آورد.
در سال ۱۹۹۸، ژرارد هولیه در کنار ایوانز به عنوان کمک‌مربی منصوب شد. این توافق تا نوامبر ادامه داشت، اما بعد از آن که ایوانز استعفا داد، هولیه سرمربی شد. این باشگاه در سال ۲۰۰۱ سه‌گانه‌ای بی نظیر را به دست آورد و یک سال بعد پس از آرسنال در رده دوم قرار گرفت که بالاترین رتبه آنها در لیگ در ۱۱ سال گذشته بود. هولیه در اواسط سال ۲۰۰۴ باشگاه را ترک کرد. لیورپول در اولین فصل رافائل بنیتز برای پنجمین بار قهرمان لیگ قهرمانان اروپا شد و او باشگاه را به موفقیت بیشتر در جام حذفی در سال ۲۰۰۶ رساند. در اواسط فصل ۲۰۰۶–۰۷، باشگاه توسط تام هیکس و جورج گیلت آمریکایی خریداری شد. در شروع فصل ۲۰۱۰–۱۱، لیورپول در آستانه ورشکستگی بود. پس از حکم دادگاه عالی، باشگاه به گروه ورزشی فین‌وی فروخته شد. روی هاجسون که هدایت باشگاه پس از بنیتز را برعهده گرفته‌بود، در سال ۲۰۱۱ باشگاه را ترک کرد. دالگلیش دوباره سرمربی تیم شد و جام اتحادیه ۲۰۱۲ را به دست آورد، که هشتمین قهرمانی لیورپول در این رقابت‌ها بود.
پس از اینکه این تیم در لیگ برتر ۱۲–۲۰۱۱ به مقام هشتم رسید، دالگلیش جای خود را به برندان راجرز داد. راجرز در فصل ۲۰۱۳–۱۴ لیورپول را به مقام دوم رساند، اما اختلافات هیئت مدیره بر سر نقل و انتقالات و عملکرد ضعیف تیم منجر به اخراج او در اکتبر ۲۰۱۵ شد. جانشین او، یورگن کلوپ، باشگاه را به سمت احیا سوق داد. آنها پس از انتصاب کلوپ، در فینال‌های لیگ قهرمانان اروپا ظاهر شدند و لیگ قهرمانان ۲۰۱۹ را به دست آوردند تا ششمین لیگ قهرمانان خود را به دست آورند. در فصل بعد، او تیم را به عنوان قهرمانی لیگ برتر ۲۰۱۹–۲۰ رساند، که اولین قهرمانی باشگاه در ۳۰ سال گذشته و اولین قهرمانی در قالب جدید لیگ برتر بود.

## ۱۹۸۵–۹۰: موفقیت در ازای هزینه
دالگلیش پس از استعفای فاگان سرمربی شد. او کار خود را با جایگزینی فیل نیل و آلن کندی مدافعان کناری کهنه‌کار با استیو نیکول و جیم بگلین آغاز کرد. لیورپول فصل ۸۶–۱۹۸۵ را ضعیف آغاز کرد و در پایان سپتامبر ده امتیاز از منچستریونایتد عقب بود.  اما باشگاه تا پایان فصل به مبارزه ادامه داد. آنها یازده بازی از دوازده بازی آخر فصل را بردند، ولی سایر تیم‌ها از جمله یونایتد امتیازات را از دست دادند. این روحیه جنگندگی باعث شد که لیورپول با شکست دادن چلسی در آخرین بازی فصل، قهرمان لیگ شود. گل کنی دالگلیش قهرمانی را تضمین کرد. این باشگاه همچنین به فینال جام حذفی ۱۹۸۶ صعود کرد، جایی که آنها مقابل اورتون قرار گرفتند. لیورپول در نیمه اول با گلی از گری لینکر عقب افتاد، اما دو گل از ایان راش و یک گل ازکریگ جانستون در نیمه دوم باعث پیروزی ۳–۱ شد تا جام حذفی ۱۹۸۶ هم فتح شود. این باشگاه در همان فصل برای اولین بار به دوگانه لیگ و جام حذفی دست یافت.

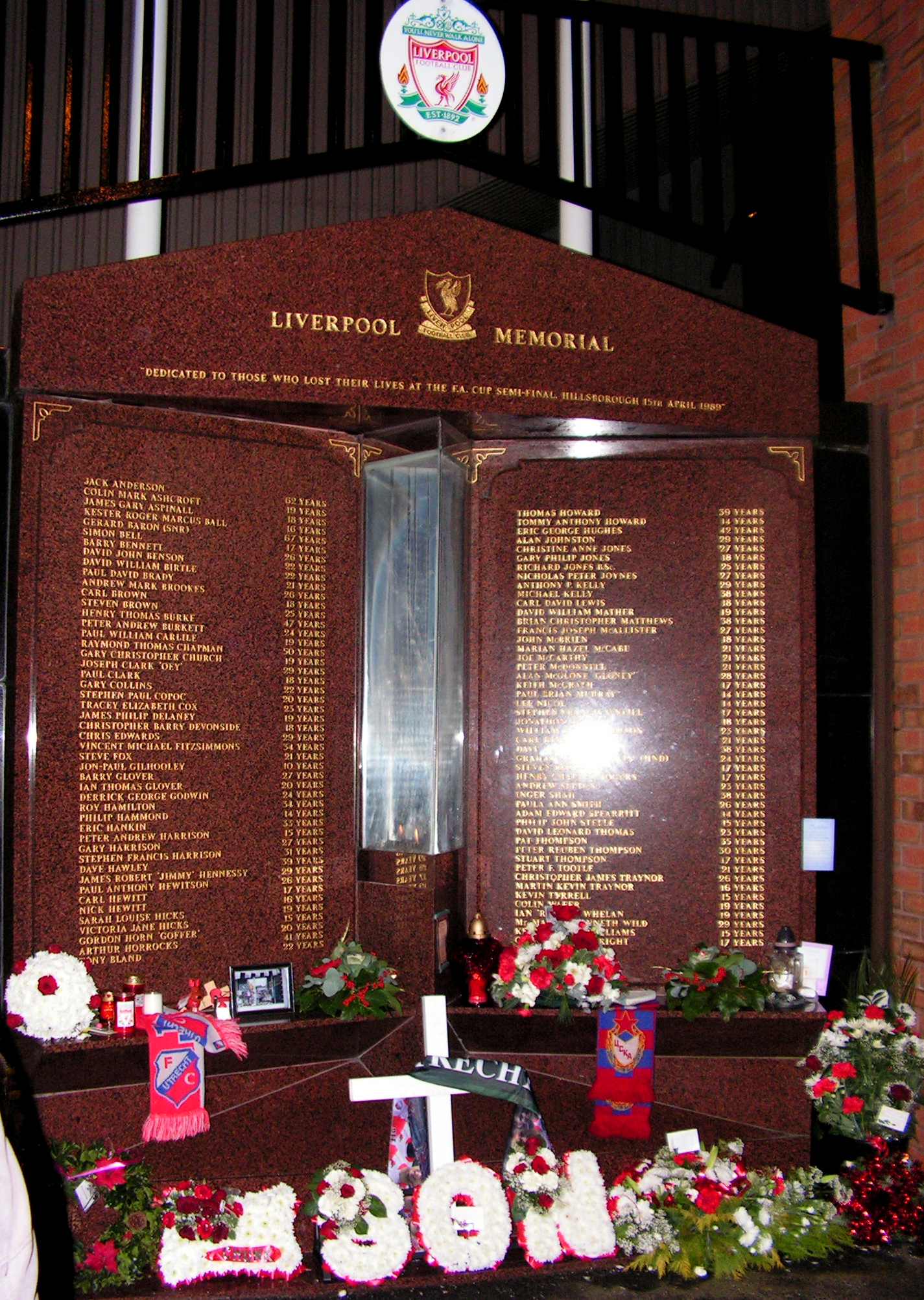
بنای یادبود هیلزبورو که بر روی آن اسامی ۹۷ نفری که در فاجعه هیلزبورو جان باختند حک شده است.

در آغاز فصل ۱۹۸۶–۸۷، راش اعلام کرد که قصد دارد پس از پایان فصل، لیورپول را به مقصد تیم ایتالیایی یوونتوس ترک کند. راش نمی‌خواست برود، اما این باشگاه بود که تصمیم گرفت او را بفروشد، زیرا آنها به دلیل اخراج از رقابت‌های اروپایی دچار کمبود نقدینگی مالی شده بودند. دالگلیش در اواسط فصل، جان آلدریج را به جای راش به خدمت گرفت. راش قبل از جدایی ۴۰ گل به ثمر رساند و به عنوان یک اسطوره از. لیورپول در پایان پس از اورتون در لیگ دوم شد و در دور سوم توسط لوتون تاون از جام حذفی حذف شد.  باشگاه به فینال جام اتحادیه ۱۹۸۷ رسید، اما با نتیجه ۲–۱ از آرسنال شکست خورد. دالگلیش برای بهبود خط حمله پیتر بیردزلی و جان بارنز را به خدمت گرفت. در فصل ۱۹۸۷–۸۸، لیورپول دوباره قهرمان لیگ شد. آنها تا بیست و نهمین بازی خود مقابل اورتون، بدون شکست بودند. باشگاه این شانس را داشت که دوگانه را تکمیل کند، چرا که آنها به فینال جام حذفی ۱۹۸۸ رسیدند. آنها باید با ویمبلدون، باشگاهی که تنها یازده سال می‌شد که به عضویت لیگ فوتبال درآمده بود، بازی می‌کردند. اما به شکل عجیبی آنها بازی را با نتیجه ۱–۰ باختند.
راش برای شروع فصل ۱۹۸۸–۸۹ به دلیل دلتنگی به لیورپول بازگشت.  لیورپول در شروع فصل با مشکل مواجه شد و تا ژانویه ۹ امتیاز از آرسنال صدرنشین عقب بود. تا آوریل، تیم‌ها در امتیاز برابر بودند اما آرسنال در تفاضل گل جلوتر بود.  در این زمان، لیورپول در ۱۵ آوریل ۱۹۸۹ به نیمه نهایی جام حذفی مقابل ناتینگهام فارست در ورزشگاه هیلزبورو رسیده بود. در عرض شش دقیقه، مسابقه متوقف شد. ازدحام بیش از حد در انتهای زمین، منجر به مرگ نود و هفت نفر شد که در برابر حصارهای محیطی له شدند. در آن روز، نود و چهار هوادار در فاجعه هیلزبورو جان باختند. قربانی نود و پنجم چهار روز بعد در بیمارستان بر اثر شدت جراحات جان باخت. نفر نود و ششم نزدیک به چهار سال بعد بدون اینکه به هوش بیاید درگذشت. آخرین قربانی یعنی قربانی نود و هفتمدر سال ۲۰۲۱ درگذشت. لیورپول در بازی تکراری ۳–۱ پیروز شد و به فینال مقابل اورتون رسید. لیورپول با پیروزی ۳–۲ بار دیگر قهرمان شد. لیورپول شانس دوباره شانس دوگانه داشت. آخرین بازی آنها در آن فصل برابر آرسنال رده دومی بود که سه امتیاز عقب بود. این بازی در ابتدا برای ۲۳ آوریل برنامه‌ریزی شده بود، اما بازی‌های باقی‌مانده لیورپول در جام حذفی باعث شد که این بازی به تعویق افتاد و برای ۲۶ می تنظیم شد. آرسنال برای کسب عنوان قهرمانی لیگ باید با اختلاف دو گل یا بیشتر در این مسابقه پیروز می‌شد. آنها در دقیقه ۵۲ با گلزنی مهاجم آلن اسمیت پیش افتادند. در اواخر بازی، مایکل توماس گلزنی کرد تا آرسنال با نتیجه ۲–۰ پیروز شود. این نتیجه به این معنی بود که آرسنال با تفاضل گل قهرمان شد.
در شروع فصل بعد، دستور گزارش تیلور ابلاغ شد تا از اتفاق افتادن فجایایی مانند هیلزبورو پیش‌گیری شود. این گزارش نشان داد که پلیس، مقصر اصلی این فاجعه بود و همچنین پیشنهادهایی در خصوص تغییر سبک چینش صندلی‌های استادیوم‌ها داد. لیورپول فصل ۱۹۸۹–۹۰ را با قدرت آغاز کرد. آنها کریستال پالاس تازه‌وارد را ۹–۰ شکست دادند. در ادامه لیورپول با رونی رزنتال قراردادی قرضی بست. تأثیر او در تیم به شدت آشکار بود، در هشت بازی هفت گل زد از جمله یک هت‌تریک در برابر چارلتون اتلتیک که به باشگاه کمک کرد تا لیگ را برای هجدهمین بار ببرد. باشگاه به نیمه‌نهایی جام حذفی هم رسید اما در نهایت ۴–۳ به کریستال پالاس در وقت‌های اضافه باخت.

## ۱۹۹۰–۹۸: افول
لیورپول فصل ۹۰–۹۱ را با بردن ۸ بازی ابتدایی آغاز کرد. آنها تا دسامبر بدون باخت بودند. اما باشگاه افت کرد و آرسنال در ژانویه از آنها عبور کرد. پس از مساوی ۴–۴ برابر اورتون در جام حذفی دالگلیش استعفای خود را اعلام کرد. او استرس بیش‌ازحد را علت این استعفا دانست. کمک مربی رونی موران به عنوان مربی موقت انتخاب شد. او در ده بازی که این عنوان را داشت فقط ۳ بار پیروز شد. بازیکن اسبق تیم گریم سونس به عنوان سرمربی در آوریل انتخاب شد اما برای رسیدن به آرسنال در جدول خیلی دیر شده بود. آرسنال در آن فصل با هفت امتیاز اختلاف نسبت به تیم دوم قهرمان شد.
سونس ترکیب تیم را در ابتدای فصل ۱۹۹۱–۹۲ عوض کرد. او دین ساندرز را به قیمت ۲٫۹ میلیون پوند خرید ولی لیورپول آن فصل را در جایگاه ششم تمام کرد. باشگاه به فینال جام حذفی ۱۹۹۲ رسید و با نتیجه ۲–۰ ساندرلند را شکست داد تا باشگاه فصل را بدون جام تمام نکند. آنفیلد در شروع فصل ۱۹۹۲–۹۳ و به دنبال توصیه‌های گزارش تیلور بازسازی شد. در فصل افتتاحیه نسخه جدید لیگ برتر، لیورپول دوباره در رده ششم قرار گرفت و پانزده بازی از چهل و دو بازی خود را باخت. آنها همچنین از جام حذفی، جام اتحادیه و جام برندگان جام یوفا خارج شدند. در فصل ۱۹۹۳–۹۴، لیورپول سه بازی اول خود را برد، اما با شکست چهار بازی متوالی، تمام امیدها برای یک شروع خوب نابود شد. اما یک نکته مثبت در آن فصل، ظهور رابی فاولر مهاجم تیم جوانان باشگاه بود. او در اولین بازی خود در برابر فولام که اولین بازی جام اتحادیه بود، گلزنی کرد و همچنین هر پنج گل را در بازی برگشت به ثمر رساند تا لیورپول ۵–۰ پیروز شد. لیورپول در طول فصل به تلاش خود ادامه داد ولی با شکست مقابل بریستول سیتی در بازی مجدد جام حذفی به بدترین نقطه چندسال اخیر خود رسید. سونس بلافاصله پس از مسابقه اخراج شد و روی ایوانز سرمربی جایگزین او شد. باشگاه پس از شکست در شانزده بازی خود، فصل را در رده هشتم به پایان رساند. لیورپول از رقبای خود در خارج از زمین هم داشت عقب می‌افتاد. برای مثال، منچستریونایتد پس از عرضه در بازار سهام ۹۳ میلیون پوند درآمد داشت، در حالی که لیورپول فقط ۲۲ میلیون پوند درآمد داشت. درنهایت، شرکت رسانه‌ای گرانادا ۹٫۹ درصد از سهام باشگاه را خرید.
در اولین فصل کامل ایوانز به عنوان سرمربی، لیورپول در رده چهارم فصل را پایان رساند، که بهترین نتیجه آنها در لیگ از زمان جدایی دالگلیش بود. باشگاه همچنین به دور ششم جام حذفی رسید، جایی باخت ۲–۱ به تاتنهام امیدها برای فتح جام حذفی را ناامید کرد. آنها همچنین به فینال جام اتحادیه ۱۹۹۵ مقابل بولتون واندررز رسیدند. دو گل استیو مک منمن به لیورپول کمک کرد تا با پیروزی ۲–۱ لیورپول، پنجمین جام اتحادیه خود را به دست آورد. در این فصل همچنین چندین بازیکن با سابقه باشگاه را ترک کردند. گروبلر، نیکول و رونی ویلان جدا شدند. قبل از شروع فصل ۱۹۹۵–۹۶، لیورپول اعلام کرد که قصد دارد نسبت به فصل قبل پیشرفت کند و استن کالیمور مهاجم را به قیمت ۸٫۵ میلیون پوند به خدمت گرفت کالیمور تنها گل بازی را در پیروزی ۱–۰ مقابل شفیلد ونزدی در اولین بازی فصل به ثمر رساند. برد ۴–۳ مقابل نیوکاسل در آنفیلد در آوریل ۱۹۹۶ که یکی از بهترین بازی‌های تاریخ لیگ برتر محسوب می‌شود در این فصل رخ داد. لیورپول در انتهای فصل در رده سوم قرار گرفت. آنها به فینال جام حذفی مقابل منچستریونایتد رسیدند. گل دقیقه ۸۵ اریک کانتونا باعث پیروزی ۱–۰ برای یونایتد شد. در فینال جام حذفی، بازیکنان لیورپول با لباس‌های کرم آرمانی ظاهر شدند، اتفاقی که بیشترین تیترها را برای گروهی از بازیکنان کم‌توان ساخت. رسانه‌ها به‌طور تحقیرآمیزی به آنها، اسپایس بویز لقب داده بودند، که به جای فوتبال تمرکزشان بر مهمانی، اتومبیل‌های اسپرت و شهرت بود.
لیورپول فصل ۱۹۹۶–۹۷ را خوب آغاز کرد و در پایان سال میلادی با دو امتیاز اختلاف نسبت به آرسنال، صدرنشین لیگ بود. باشگاه نتوانست فرم خود را در ادامه فصل حفظ کند، باخت به کاونتری سیتی، منچستریونایتد و ویمبلدون باعث شد که باشگاه فصل را در رده چهارم به پایان برساند. با وجود خروج زودهنگام از لیگ و جام حذفی، لیورپول به نیمه نهایی جام برندگان جام یوفا رسید. آنها نتوانستند پس از شکست ۳–۰ در بازی اول کامبک بزنند. علیرغم اینکه در بازی دوم ۲–۰ پیروز شدند، در مجموع ۳–۲ مقابل تیم فرانسوی پاری سن ژرمن حذف شدند. لیورپول در شروع فصل ۱۹۹۷–۹۸ بدون مهاجم‌شان فاولر بازی کرد، زیرا او در یک بازی دوستانه پیش فصل دچار آسیب رباط زانو شد. این اتفاق با ظهور مایکل اوون، که هجده گل در سی و شش بازی به ثمر رساند، جبران شد. با پل اینس به جای بارنز که به نیوکاسل یونایتد پیوسته بود، قرارداد بسته شد. در نهایت، لیورپول نتوانست قهرمان نهایی یعنی آرسنال را به چالش بکشد و سیزده امتیاز عقب‌تر از آنها در رده سوم قرار گرفت. بازسازی بیشتر در آنفیلد در طول فصل انجام شد و یک ردیف دوم به جایگاه آنفیلد رود اضافه شد.

## ۱۹۹۸–۲۰۰۶: ثروت در نوسان
لیورپول ژرارد هولیه فرانسوی را به عنوان سرمربی در کنار ایوانز برای فصل ۱۹۹۸–۹۹ منصوب کرد. نتایج ضعیف بر شراکت آنها فشار آورد و پس از شکست ۳–۱ از تاتنهام در جام اتحادیه، ایوانز استعفا داد. اولین بازی هولیه به عنوان سرمربی تنها، شکست ۳–۱ مقابل لیدز یونایتد بود. فرم لیورپول زیر نظر هولیه بهبود نیافت و با خروج زودهنگام از یوفا و جام حذفی، این باشگاه فصل را در رده هفتم به پایان رساند و سهمیه‌های حضور در رقابت‌های اروپایی را از دست داد. هولیه در شروع فصل ۱۹۹۹–۲۰۰۰ تیم را تغییر داد. بازیکنان جدیدی مانند دیتمارهامان، سامی هیپیا و ساندر وسترولد وارد تیم شدند. دیوید جیمز، اینس و مک‌منمن باشگاه را ترک کردند. هولیه به تغییر شکل در طول فصل ادامه داد. باشگاه امیل هسکی را با شکستن رکورد گران‌ترین خرید تاریخ باشگاه ۱۱ میلیون پوند در ماه مارس به خدمت گرفت. لیورپول نتوانست بازگشت به لیگ قهرمانان اروپا را تضمین کند، زیرا فصل را در رده چهارم به پایان رساندند. آنها در جام حذفی و لیگ کاپ نیز عملکرد ضعیفی داشتند و در هر دو رقابت خیلی زود کنار رفتند.
در فصل ۲۰۰۰–۰۱، لیورپول در سه جام پیروز شد تا سه‌گانه بی نظیری را به دست آورد. اولین جام، جام اتحادیه بود که پس از پایان بازی با نتیجه ۱–۱، بیرمنگام سیتی را ۵–۴ در ضربات پنالتی شکست داد. آنها سپس جام حذفی را به دست آوردند. اوون در آن بازی در ده دقیقه آخر دو گل به ثمر رساند تا لیورپول در بازی مقابل آرسنال با نتیجه ۲–۱ پیروز شود. آخرین جامی که باشگاه به دست آورد، جام یوفا بود. گل به خودی در آخرین دقیقه وقت اضافه توسط دلفی گلی باعث پیروزی ۵–۴ برابر تیم اسپانیایی آلاوز شد. لیورپول لیگ را در جایگاه سوم به پایان رساند و برای اولین بار پس از فاجعه استادیوم هیسل بازگشت به جام ملت‌های اروپا (در حال حاضر لیگ قهرمانان اروپا) را تضمین کرد. لیورپول در لیگ قهرمانان اروپا فصل ۲۰۰۱–۰۲، به مرحله یک چهارم نهایی رسید. آنها در مجموع ۴–۳ توسط تیم آلمانی بایر لورکوزن حذف شدند. این فصل بهترین فصل لیورپول در لیگ در سال‌های اخیر بود، زیرا آنها با هفت امتیاز کمتر از آرسنال در رده دوم قرار گرفتند. لیورپول با وجود بهبود عملکرد خود در لیگ، نتوانست از جام حذفی و لیگ کاپ دفاع کند و به ترتیب در دور چهارم و سوم خارج شد. فصل تحت الشعاع مشکلات قلبی هولیه قرار گرفت. او در بازی با لیدز در آنفیلد در نیمه دوم دچار درد قفسه سینه شد. او یک عمل جراحی یازده ساعته برای رفع تشریح حاد آئورت انجام داد و تا فوریه برنگشت. دستیار او فیل تامپسون در این دوره هدایت تیم را بر عهده گرفت.
هولیه در شروع فصل ۲۰۰۲–۰۳ چندین بازیکن از جمله برونو چیرو، سالیف دیائو و الحاجی دیوف را به خدمت گرفت. لیورپول در دوازده بازی اول خود در لیگ شکست نخورده بود که باعث شد آنها هفت امتیاز اختلاف با تیم دوم داشته باشند. پس از شکست مقابل میدلزبورو در بازی بعدی خود، این بار یک دوره دوازده بازی بدون پیروزی آغاز شد تا اینکه در ژانویه ۱–۰ ساوتهمپتون را شکست دادند. این باشگاه فصل را در رده پنجم به پایان رساند. با وجود خروج زودهنگام از جام حذفی و لیگ قهرمانان اروپا، لیورپول با شکست دادن منچستریونایتد در فینال، جام اتحادیه را به دست آورد. فصل ۲۰۰۳–۰۴ برای لیورپول بد شروع شد چرا که آنها اولین بازی خود را ۲–۱ به چلسی باختند. تا پایان سال، آنها در ۶ بازی از هجده بازی خود در لیگ شکست خوردند. در نیم فصل دوم، آنها چهار بازی دیگر را باختند تا در آخر در رده چهارم قرار بگیرند و در لیگ قهرمانان اروپا ۲۰۰۴–۰۵ حضور پیدا کنند. آنها در دور چهارم از جام یوفا و جام اتحادیه خارج شدند. در جام حذفی، آنها توسط پورتسموث در یک بازی تکراری در دور پنجم با نتیجه ۱–۰ حذف شدند. در پایان فصل هولیه با رافائل بنیتز جایگزین شد.
فصل ۲۰۰۴–۰۵ در لیگ ناامید کننده بود زیرا لیورپول در جایگاه پنجم یعنی خارج از سهمیه‌های لیگ قهرمانان اروپا قرار گرفت. آنها در دور سوم جام حذفی توسط برنلی حذف شدند. این باشگاه به فینال جام اتحادیه رسید، اما ۳–۲ از چلسی شکست خورد. لیورپول به فینال لیگ قهرمانان اروپا نیز رسید. بازی‌ای که به معجزه استانبول معروف شد، به نظر می‌رسید که این باشگاه در دومین فینال فصل خود را با شکست ۳–۰ مقابل تیم ایتالیایی میلان در نیمه دوم شکست خواهد خورد، اما سه گل در شش دقیقه اجازه داد که لیورپول به تساوی ۳–۳ برسد. هیچ گلی در وقت اضافه زده نشد تا بازی به ضربات پنالتی کشیده شد که در پنالتی آنها ۳–۲ پیروز شدند. کسب مقام پنجمی در لیگ برتر به این معنی بود که لیورپول تضمینی برای ورود به لیگ قهرمانان اروپا نداشت و با این احتمال مواجه شد که قادر به دفاع از عنوان قهرمانی اروپا نباشد. یوفا در نهایت حکم داد که آنها مجاز به حضور در مسابقات هستند، اما باید از مرحله مقدماتی اول شروع کنند. آنها در دور اول حذفی توسط تیم بنفیکا پرتغال حذف شدند. در فصل ۲۰۰۵–۰۶ آنها در جایگاه سوم قرار گرفتند. آنها همچنین به فینال جام حذفی ۲۰۰۶ رسیدند که در آنجا با وستهام یونایتد روبرو شدند. لیورپول پس از پایان بازی با نتیجه ۳–۳ در ضربات پنالتی ۳–۱ پیروز شد.

## ۲۰۰۶–۲۰۱۵: شکست در لحظه رسیدن به پیروزی
فصل ۲۰۰۶–۲۰۰۷ اولین فصل لیورپول پس از خرید باشگاه توسط تاجران آمریکایی جورج گیلت و تام هیکس بود. لیورپول بار دیگر با ۲۱ امتیاز کمتر از منچستریونایتد، سوم شد. آنها از هر دو رقابت جام حذفی داخلی توسط آرسنال کنار رفتند، اما به فینال لیگ قهرمانان اروپا در سال ۲۰۰۷ رسیدند و دوباره مقابل میلان قرار گرفتند. برخلاف سال ۲۰۰۵، لیورپول نتوانست پس از عقب افتادن خود را بازیابی کند و بازی را ۲–۱ واگذار کرد. در تابستان، بنیتز با جذب فرناندو تورس رکورد گران‌ترین خرید تاریخ باشگاه را به قیمت ۲۴ میلیون پوند شکاند. آنها هافبک رایان بابل و یوسی بنایون را نیز جذب کردند. آنها سیزده بازی از ۳۸ بازی خود را مساوی کردند و فصل را در رده چهارم به پایان رساندند. لیورپول در دور پنجم از جام اتحادیه و جام اتحادیه خارج شد، اما در لیگ قهرمانان اروپا برای سومین بار در چهار فصل اخیر به نیمه نهایی رسید، که در آن بازی‌ها در مجموع ۴–۳ به چلسی باخت. تورس در تمام مسابقات ۳۳ گل به ثمر رساند و با این روند دو رکورد باشگاهی را شکست. او اولین مهاجم لیورپول بعد از فاولر بود که بیش از ۲۰ گل در یک فصل لیگ به ثمر رساند و همچنین با راجر هانت در بیشترین تعداد گلزنی متوالی در بازی‌های در آنفیلد برابری کرد (۸ تا).
در فصل ۰۹–۲۰۰۸، پیروزی ۵–۱ مقابل نیوکاسل یونایتد در دسامبر باعث شد لیورپول سه امتیاز در لیگ برتری داشته باشد ولی هنوز نیمی از فصل باقی مانده بود. آنها در هیچ بازی در ژانویه پیروز نشدند و علیرغم فرم خوب در بعد از ژانویه، نتوانستند منچستریونایتد را بگیرند و در رده دوم قرار گرفتند. در جام حذفی و لیگ کاپ در دور چهارم حذف شدند. در لیگ قهرمانان اروپا، آنها دوباره توسط چلسی، این بار در مرحله یک چهارم نهایی حذف شدند. فصل ۱۰–۲۰۰۹ برای لیورپول ناامیدکننده بود زیرا آنها نتوانستند عملکرد فصل قبل را بهبود بخشند و در لیگ هفتم شدند. آنها یازده مسابقه را باختند، ۹ بازی بیشتر از فصل قبل، تا برای اولین بار از سال ۲۰۰۵، خارج از چهار تیم برتر لیگ قرار بگیرند. باشگاه همچنین در لیگ قهرمانان یوفا از فرم ضعیفی برخوردار بود، آنها در مرحله گروهی حذف شدند و در ادامه وارد جام یوفا (که اکنون به عنوان لیگ اروپای یوفا تغییر نام داده می‌شود) شدند. در لیگ اروپا به نیمه نهایی رسیدند. حریف آنها تیم اسپانیایی اتلتیکو مادرید بود که پس از پایان بازی با تساوی ۲–۲ در مجموع، بر اساس قانون گل‌های خارج از خانه به فینال راه یافت. بنیتس در پایان فصل با توافقی دوجانبه از باشگاه جدا شد و روی هاجسون جایگزین او شد.

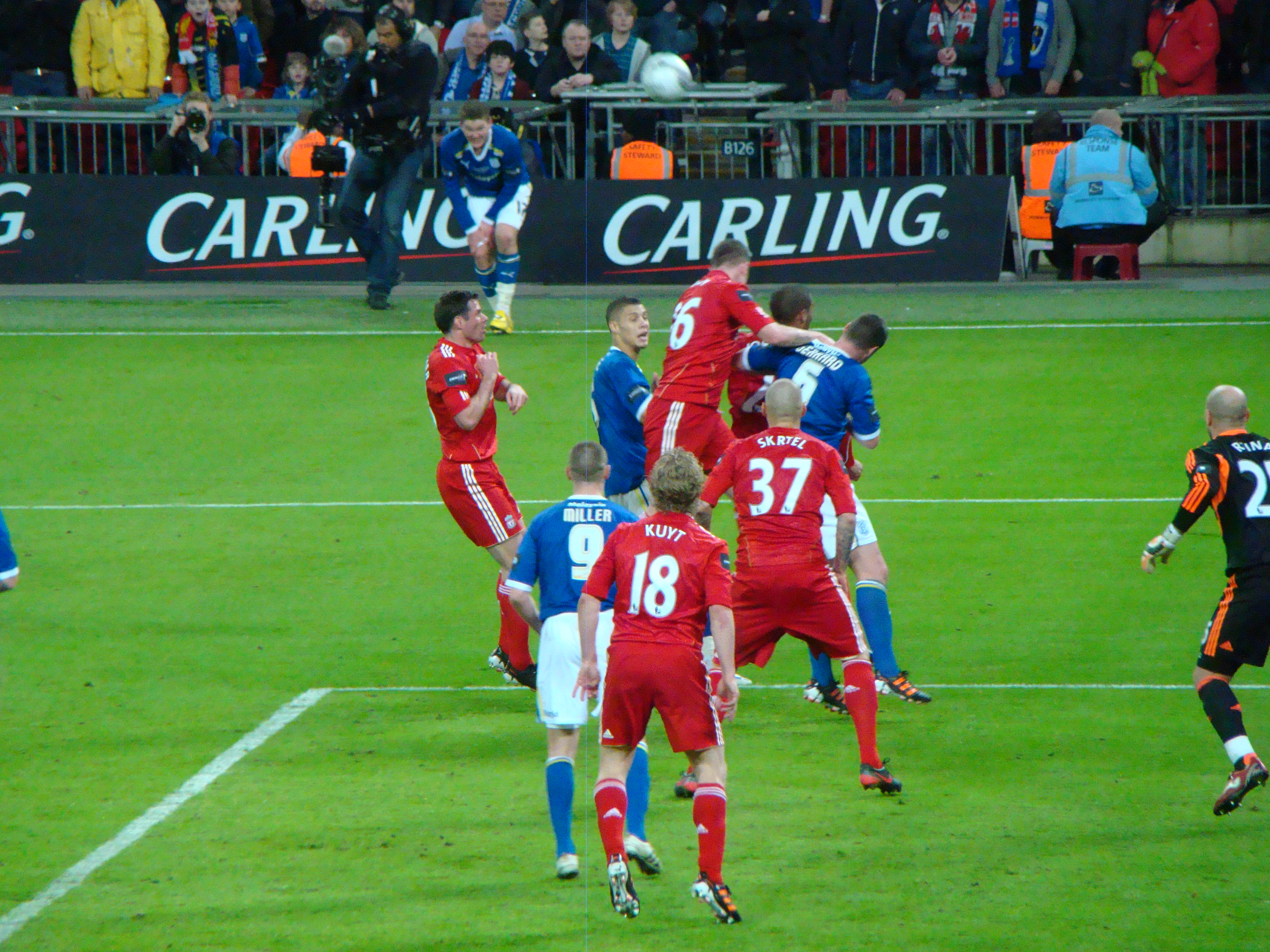
بازیکنان کاردیف و لیورپول در فینال جام اتحادیه ۲۰۱۲

باشگاه در طول فصل ۲۰۱۰–۲۰۱۱ به گروه ورزشی فین‌وی فروخته شد. حساب‌ها نشان داده بود که لیورپول ۳۵۰ میلیون پوند بدهی و زیانی ۵۵ میلیون پوندی دارد. رویال بانک اسکاتلند که از طلبکاران باشگاه بودند، مالکان گیلت و هیکس را به دادگاه کشاند تا مجبور به فروش باشگاه شوند. دادگاه در نهایت به نفع طلبکاران رای داد و باشگاه در ۱۵ اکتبر ۲۰۱۰ به مبلغ ۳۰۰ میلیون پوند به گروه ورزشی فین‌وی فروخته شد. در زمین بازی هم، عملکرد لیورپول ضعیف بود. شکست ۳–۱ مقابل بلکبرن روورز در ژانویه، این باشگاه را با ۹ شکست از بیست بازی در جایگاه دوازدهم لیگ قرار داد. هاجسون پس از آن بازی اخراج شد و سرمربی سابق و اسطوره باشگاه کنی دالگلیش جایگزین او شد. لیورپول پس از شکست در اولین بازی خود مقابل منچستریونایتد در جام حذفی، در نهایت فصل را در رده ششم به پایان رساند. دالگلیش در شروع فصل ۱۲–۲۰۱۱ چندین بازیکن از جمله چارلی آدام، استوارت داونینگ و جردن هندرسون خرید. آنها در جایگاه هشتم قرار گرفتند، که بدترین رتبه باشگاه در هجده سال اخیر بود. اما آنها در جام اتحادیه و در جام حذفی به فینال رسیدند. این باشگاه با پیروزی ۳–۲ در ضربات پنالتی مقابل کاردیف سیتی پس از پایان بازی بازی با نتیجه ۲–۲، هشتمین جام اتحادیه را به دست آورد. لیورپول در فینال جام حذفی ۲۰۱۲ با نتیجه ۲–۱ برابر چلسی شکست خورد. فصل با توهین لوئیس سوارز در ماه اکتبر در جریان بازی مقابل منچستریونایتد، که در آن او پاتریس اورا را مورد آزار نژادپرستانه قرار داد، مخدوش شد. او به پرداخت ۴۰ هزار پوند جریمه و از بازی کردن در ۸ بازی بعدی محروم شد. دالگلیش در پایان فصل اخراج شد و برندان راجرز جایگزین او شد.
راجرز طی مصاحبه‌ای قول داد که: «زندگی ام را وقف مبارزه برای این باشگاه و دفاع از اصول بزرگ باشگاه فوتبال لیورپول در داخل و خارج از زمین کنم.» لیورپول در اولین فصل حضور وی در عنوان سرمربی در رده هفتم قرار گرفت، اما در فصل بعد عملکرد بهتری از انتظارات داشت تا آنها را وارد رقابت برای عنوان قهرمانی کند. پیروزی برابر منچسترسیتی باعث شد تا آنها تنها چهار برد تا اولین قهرمانی خود از سال ۱۹۹۰ فاصله داشته باشند، اما روند ۱۱ پیروزی متوالی آنها با شکست خانگی ۰–۲ مقابل چلسی متوقف شد. این شکست به این معنی بود که رقابت قهرمانی از کنترل لیورپول خارج شد. لیورپول با برتری ۳–۰ در بازی بعدی خود - خارج از خانه در کریستال پالاس، سه بار در ۱۵ دقیقه پایانی گل خورد تا ۳–۳ به تساوی برسد و منچسترسیتی آنها را بازبینی کرد. لیورپول با داشتن شانس قهرمانی به روز پایانی رفت، اما منچسترسیتی وستهم را شکست داد و قهرمان شد. در ماه ژوئیه، سوارز به مبلغ ۷۵ میلیون پوند به بارسلونا فروخته شد، و در ژانویه بعد، استیون جرارد با انتقال به لس آنجلس گلکسی در پایان فصل موافقت کرد و ۱۷ سال حضور در این باشگاه را به پایان رساند. راجرز پس از شروع ضعیف فصل ۲۰۱۵–۲۰۱۶ اخراج شد.

## ۲۰۱۵–۲۴: احیا زیر نظر کلوپ

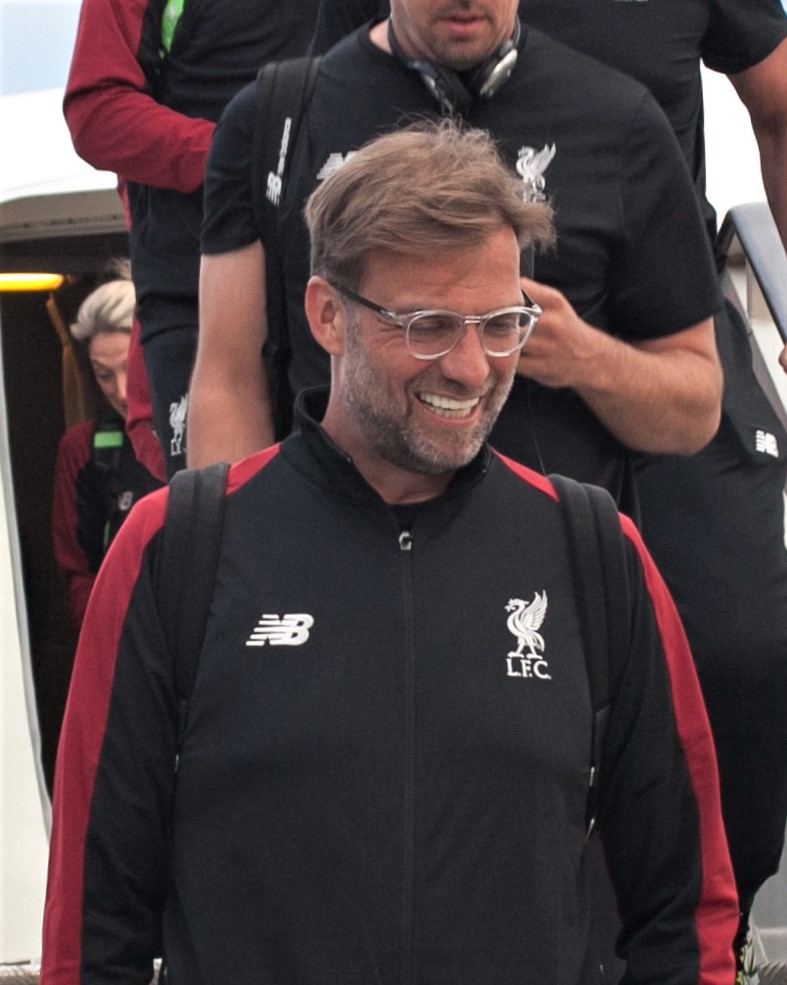
یورگن کلوپ لیورپول را به فینال‌های متوالی لیگ قهرمانان اروپا در سال‌های ۲۰۱۸ و ۲۰۱۹ هدایت کرد قهرمانی را به دست آورد - ششمین قهرمانی باشگاه در اروپا.

پس از اخراج راجرز، در ۸ اکتبر ۲۰۱۵ اعلام شد که یورگن کلوپ با سه سال قرارداد برای مدیریت باشگاه موافقت کرده است. در اولین کنفرانس مطبوعاتی خود، کلوپ قصد خود را برای آوردن جام به باشگاه در عرض چهار سال اعلام کرد، سپس در یک تقلید کمدی از جمله «آقای خاص» ژوزه مورینیو در ۲۰۰۴ او به شوخی خودش را «آقای معمولی» خطاب کرد. پس از انتصاب کلوپ، لیورپول به فینال جام اتحادیه و لیگ اروپا یوفا رسید، و اولی را ۳–۱ در ضربات پنالتی پس از پایان بازی با نتیجه ۱–۱، و دومی را ۳–۱ به سویا در بازل از دست داد. در اولین فصل کامل لیورپول تحت هدایت کلوپ، آنها چهارم شدند. در ۲۰۱۷–۱۸ آنها باز هم چهارم شدند و کلوپ تیم را به فینال لیگ قهرمانان اروپا ۲۰۱۸ هدایت کرد، جایی که آنها ۳–۱ به رئال مادرید باختند. کلوپ متعاقباً تعدادی خرید برجسته انجام داد، از جمله دفاع میانی ویرجیل فن دایک در ژانویه، با مبلغ ۷۵ میلیون پوند گزارش شده، یک رکورد جهانی برای انتقال یک مدافع. در همان پنجره نقل و انتقالات، فیلیپه کوتینیو هافبک تهاجمی با مبلغ ۱۰۵ میلیون پوند به بارسلونا فروخته شد که در صورت رعایت بندهای مختلف، این رقم ممکن بود به ۱۴۲ میلیون پوند افزایش یابد. در تابستان، باشگاه با هافبک‌های نبی کیتا و فابیانو، مهاجم جردان شقیری، و دروازه‌بان آلیسون قرارداد امضا کرد.
لیورپول فصل ۱۹–۲۰۱۸ را با بهترین شروع تاریخ خود در لیگ آغاز کرد و در شش بازی اول خود پیروز شد. پیروزی ۴–۰ مقابل نیوکاسل یونایتد در روز باکسینگ باعث شد که لیورپول در نیم فصل اختلاف خود را در جدول به ۶ امتیاز برساند و به چهارمین تیم لیگ برتر تبدیل شود که تا آن تاریخ شکست ناپذیر بود. در نهایت، لیورپول رقابت قهرمانی فصل را با عنوان نایب قهرمانی و پس از منچسترسیتی به پایان رساند، در حالی که تنها شکست فصل خود در لیگ را از آنان متحمل شده بود. لیورپول با پیروزی در ۹ بازی آخرش، ۹۷ امتیاز کسب کرد که سومین امتیاز در تاریخ لیگ برتر انگلیس و بیشترین امتیاز کسب شده توسط تیمی بدون کسب عنوان قهرمانی بود و برای دومین فصل متوالی بدون شکست در خانه فصل را به پایان رساند. سی پیروزی آنها در لیگ با رکورد بیشترین تعداد بردهای باشگاه در یک فصل برابری می‌کرد. لیورپول پس از غلبه بر باخت ۳–۰ بازی رفت با شکست ۴–۰ بارسلونا در بازی برگشت در آنفیلد، برای دومین سال متوالی به فینال لیگ قهرمانان اروپا رسید. در فینال ۲۰۱۹، لیورپول با نتیجه ۲–۰ تاتنهام هاتسپور را شکست داد تا ششمین قهرمانی باشگاه در اروپا را به دست آورد و به خشکسالی بدون جام هفت ساله جام پایان دهد.